# Wenceslas Lauret
Wenceslas Lauret (Tarbes, 28 marzo 1989) è un ex rugbista a 15 francese che giocava nel ruolo di terza linea ala. Nella sua carriera rappresentò la Francia in 27 occasioni.

## Biografia
Nativo di Tarbes, Lauret ha origini reunioniste da parte di madre. Prima di approdare al rugby, praticò il Jujutsu e la Ginnastica. A dodici anni iniziò l'attività rugbistica nel club locale dell'USC Pouyastruc dove rimase quattro stagioni. Nel 2005, all'età di sedici anni, entrò nel centro federale locale di Bayonne e, conseguentemente, nelle giovanili della vicina squadra del Biarritz. 
Esordì a livello professionistico con la stessa compagine basca durante la stagione 2008-09 scendendo in campo prima nel Top 14 e poi nell'Heineken Cup. L'anno successivo giocò come titolare la finale persa dell'Heineken Cup 2009-2010 che assieme alla vittoria dell'European Challenge Cup 2011-2012 furono i migliori risultati raggiunti nelle cinque stagioni trascorse nel Biarritz. Nel 2013 fu annunciato il suo trasferimento nel Racing 92; con lo storico club parigino conquistò il suo primo titolo di campione di Francia al termine del Top 14 2015-2016 e disputò come titolare la finale di Champions Cup nel 2015-2016, nel 2017-2018 e nel 2019-2020, perdendola in tutte e tre le occasioni. Al termine della stagione 2023-2024 annunciò il suo ritiro dall'attività agonistica in seguito alle conseguenze di una commozione cerebrale; chiuse così la sua carriera nel Racing 92 dove in 11 stagioni consecutive collezionò più di 240 apparizioni in tutte le competizioni.
Lauret cominciò la trafila nelle selezioni giovanili francesi quando, nella stagione 2007-2008, entrò a far parte del Centro Nazionale di rugby di Linas-Marcoussis, il più importante centro di formazione rugbistica della federazione francese. Successivamente disputò due edizioni del campionato mondiale giovanile, nel 2008 e nel 2009, con la Nazionale under-20 francese. Ottenne la sua prima chiamata con la Francia quando l'allora commissario tecnico Marc Lièvremont lo convocò per il tour estivo del 2010 e lo fece debuttare contro il Sudafrica nella sua unica presenza di quell'anno. Nella successiva gestione di Philippe Saint-André fu scarsamente utilizzato, ottenendo un totale di sei caps tra il 2012 e il 2014 (esattamente due per ogni anno compreso nel periodo). Fu protagonista all'inizio dell'incarico del nuovo ct Guy Novès giocando tutto il Sei Nazioni 2016, ma, dopo quel torneo, non vestì più la maglia della nazionale francese sotto l'egida dell'ex allenatore del Tolosa. Riguadagnò la convocazione nei Bleus nel 2018, quando, con il nuovo tecnico Jacques Brunel, disputò tutto il Sei Nazioni 2018 e tutti i test-match di novembre. Il Sei Nazioni 2019 lo vide scendere in campo in tre incontri. Due giorni dopo aver segnato la sua prima meta internazionale nell'amichevole preparatoria contro l'Italia, venne annunciata la sua presenza tra i convocati francesi per la Coppa del Mondo di rugby 2019. Nel corso della competizione iridata giocò tre incontri, tra cui il quarto di finale perso contro il Galles. Questa partita fu l'ultima delle 27 apparizioni con la nazionale francese che fece nella sua carriera.
Lauret vanta una presenza con il prestigioso club ad inviti dei Barbarians ottenuta contro gli All Blacks XV nel novembre 2022 .

## Palmarès
- Campionati francesi: 1
Racing 92: 2015-16
- Challenge Cup: 1
Biarritz: 2011-12